# فورنو كانافيزي
فورنو كانافيزي، هي بلدية (بلدية) في مدينة تورينو الحضرية في المنطقة الإيطالية بيدمونت،وتقع على بعد حوالي 35 كيلومتر (22 ميل) شمال غرب تورينو.
فورنو كانافيزي الحدود مع البلديات التالية:براتيجليون ، كوريو،ريفارا، روكا كانافيزي،ليفون.